# Playboi Carti
Jordan Terrell Carter, mer känd under artistnamnet Playboi Carti, född 13 september 1995, i Atlanta i Georgia, är en amerikansk rappare. Carter var först signad av Awful Records, innan han fick kontrakt hos Interscope Records.
Carters debutmixtape utgavs i april 2017 och innehåller bland annat hitlåtarna "Magnolia" och "wokeuplikethis*" (med Lil Uzi Vert). Hans debutalbum Die Lit (2018) nådde tredje plats på Billboard 200. Det andra studioalbumet, Whole Lotta Red (2020), gick rakt in på första plats på Billboard 200.